# Van Breestraat 14-18 (Amsterdam)
Van Breestraat 14-18 in Amsterdam is een gebouw aan de Van Breestraat te Amsterdam-Zuid. Het is sinds 31 januari 2012 een gemeentelijk monument.
Het terrein, voorheen een veenweidegebied, behoorde tot 1889 toe aan de gemeente Nieuwer-Amstel. De Van Breestraat, vernoemd naar musicus Johannes van Bree, kreeg haar naam op 1 juni 1898 en werd in de daarop volgende jaren volgebouwd. Op 29 november 1899 vond in het kader daarvan in het Hotel Americain een aanbesteding plaats voor het bouwen van drie huizen naar een ontwerp van architect J.W.F. Hartkamp jr. Aannemer Rieken zou het gebouw voor krap 30.000 gulden bouwen.
Hartkamp kwam met drie geschakelde portiekwoningen in de stijl van traditioneel bouwen met hier en daar sporen van art nouveau. Op een hardstenen plint, waarin uitsparingen voor kelderramen en portieken rijzen vier bouwlagen op. Op de begane grond liggen teruggetrokken portieken (met elk twee deuren) die extra verdiept lijken door de erkers die erboven zijn bevestigd. De erkers worden gedragen door consoles. Tot middelhoogte werden de stijlen van de portieken uitgevoerd in hardsteen. De consoles bestaan uit baksteen met hardstenen sluitstenen. Boven de lijst komt een eerste verdieping. Daarbij wisselen drie erkers en drie balkons elkaar af. Hier zijn de meeste tekenen van de art nouveau te vinden in de sierankers in de geval, als ook de hekwerken van de balkons. Opvallend zijn de bogen boven de ramen in de erkers; er zijn tussen het baksteen witte sluitstenen geplaatst. Boven de ramen die naar de balkons leiden zijn boven een metalen balk oosterse versieringen te zien. De ramen hebben een sierlijke indeling door middel van kalven. De gevel van de tweede verdieping kent een gelijke indeling als de eerste, maar de erkers hebben plaatsgemaakt door balkons met balustrades van bak- en natuursteen. Toegangen tot die balkon geschiedt door deuren met een ronde bovenzijde. De raampartijen worden afgesloten door ontspanningsbogen; de ramen zonder balkon zijn eenvoudiger uitgevoerd dan de ramen naar balkon, die weer witte sluitstenen hebben. De overgang naar de derde etage is versierd door lisenen. Drie torenachtige bouwsels onderbreken de daklijst waarboven tussen de “torens” dakkapellen zijn geplaatst. Alles leidt naar een schilddak. De torens worden afgesloten door middel van de eerder genoemde oosters uitziende elementen.

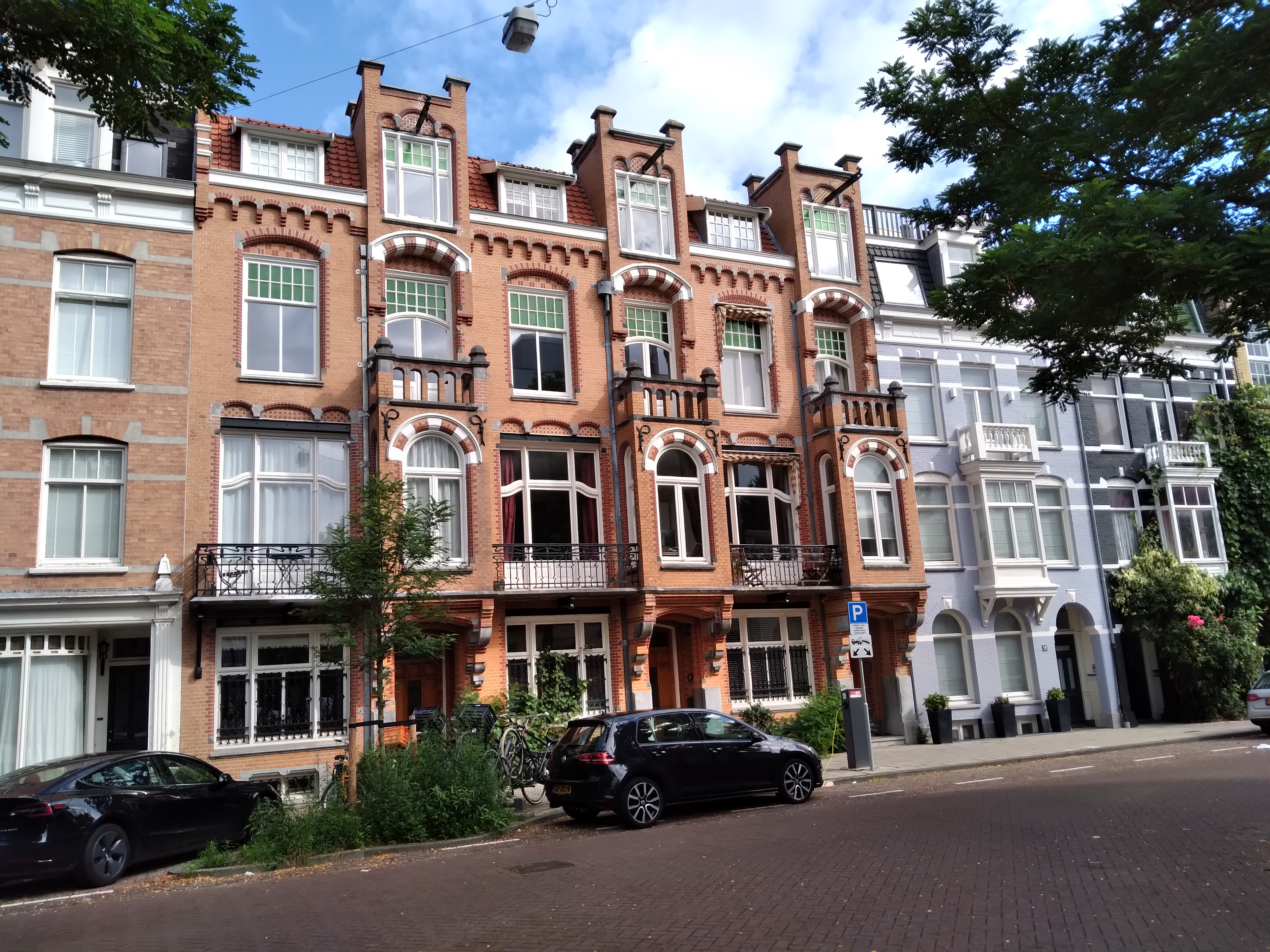
Het ensemble met de torentjes (augustus 2021)